# Пам'ятки історії Чернівецького району (Вінницька область)
У Чернівецькому районі Вінницької області під обліком перебуває 25 пам'яток історії.
| № п/п | Охоронний № | Найменування пам’ятки | Адреса                                                | Дата (епоха)                                 | Дата відкриття або виявлення | Автори                    | Матеріал                                | Основні розміри                                  | Рішення про взяття під охорону |                     |
| ----- | ----------- | --- | ----------------------------------------------------- | -------------------------------------------- | ---------------------------- | ------------------------- | --------------------------------------- | ------------------------------------------------ | ------------------------------ | ------------------- |
| 1.    | 128         | Пам’ятний знак жертвам голодомору |                                                       | смт Чернівці, Чернівецька сел/р, вул. Леніна | 1932—1933 рр.                | 1993 р.                   | О. М. Альошкін                          | об. пісковик                                     | 3 м                            | № 501 20.12.1993 р. |
| 2.    |             | Братська могила воїнів Радянської армії, загиблих при визволенні села                                                                  |                                                       | смт Чернівці                                 |                              |                           |                                         |                                                  |                                |                     |
| 3.    | 537         | Могила голови с/р А. І. Мартинюка. | с. Бабчинці, Бабчинецька с/р, вул. Леніна             | 1927 р.                                      | 1967 р.                      | місцеві майстри           | ск. камінь, пост. камінь                | об. 2,5 м,п.2х1,2х0,9 м                          | № 313 10.06.1971 р.            |                     |
| 4.    | 216         | Братська могила 16 воїнів Радянської армії, загиблих при визволенні села                                                               | с. Бабчинці, Бабчинецька с/р, вул. Леніна             | 1944 р.                                      | 1955 р.                      | місцеві майстри           | плита камінь                            | плита 2,2х1,6х0,7 м                              | № 29 19.06.1977 р.             |                     |
| 5.    | 223         | Братська могила 3-х льотчиків, загиблих при визволенні села                                                                            | с. Бабчинці, Бабчинецька с/р, вул. Леніна             | 1944 р.                                      | 1955 р.                      |                           |                                         |                                                  |                                |                     |
| 6.    | 563         | Пам’ятник 408 воїнам-односельчанам, загиблих на фронтах ВВВ                                                                            | с. Бабчинці, Бабчинецька с/р, вул. Леніна             | 1941—1945 рр.                                | 1965 р.                      | Київський худ. фонд       | ск. з/бетон, пост. камінь               | ск.3 м,п.1,5х2х2 м                               | № 313 10.06.1971 р.            |                     |
| 7.    | 129         | Братська могила жертв голодомору | с. Бабчинці, Бабчинецька с/р, вул. 60-річчя Жовтня    | 1932—1933 рр.                                | 1993 р.                      | ск. О. М. Альошкін        | об. пісковик                            | 4 м                                              | № 501 20.12.1993 р.            |                     |
| 8.    | 225         | Братська могила радянських воїнів і пам’ятник 310 воїнам-односельчанам, загиблим на фронтах ВВВ                                        | с. Біляни, Білянська с/р, вул. Перемоги               | 1941—1945 рр.                                | 1977 р.                      | Вінницький худ. фонд      | ск. з/бетон, пост. з/бетон              | ск.4 м, п.3х2х1 м                                | № 29 19.06.1977 р.             |                     |
| 9.    | 538564      | Братська могила 36 воїнів Радянської армії, загиблих при визволенні села і пам’ятник 354 воїнам-односельчанам, загиблим на фронтах ВВВ | с. Березівка, Березівська с/р, вул. Черняхівського    | 1944 р.                                      | 1967 р.                      | Київський худ. фонд       | ск. з/бетон, пост. камінь               | ск.3 м,п.1,5х1,2х1,2м                            | № 313 10.06.1971 р.            |                     |
| 10.   | 540         | Братська могила 53 воїнів Радянської армії, загиблих при визволенні села Борівки та навколишніх сіл                                    | с. Борівка, Борівська с/р, вул. Перемоги              | 1944 р.                                      | 1967 р.                      | Київський худ. фонд       | об. з/бетон, пост. камінь               | об..3 м,п.1,5х1,5х1 м                            | № 313 10.06.1971 р.            |                     |
| 11.   | 565         | Пам’ятник 457 воїнам-односельчанам, загиблим на фронтах ВВВ                                                                            | с. Борівка, Борівська с/р, вул. Перемоги              | 1941—1945 рр.                                | 1965 р.                      | Київський худ. фонд       | об. камінь, пост. камінь                | об.10 м,п.1,5х1х1 м                              | № 313 10.06.1971 р.            |                     |
| 12.   | 45          | Братська могила 50 жертв фашизму | с. Борівка, Борівська с/р, на південь від села        | 1942 р.                                      | 1960 р.                      | місцеві майстри           | з/бетон                                 | п.1,20х0,6х0,9 м                                 | № 82 03.04.1990 р.             |                     |
| 13.   | 226         | Пам’ятник 131 воїну-односельчанину, загиблому на фронтах ВВВ                                                                           | с. Букатинка, Вило-Ярузька с/р, вул. Барського        | 1941—1945 рр.                                | 1976 р.                      | Київський худ. фонд       | ск. з/бетон, пост. камінь               | ск.3 м, п.2,5х3, 7х3,5 м                         | № 313 10.06.1971 р.            |                     |
| 14.   | 221         | Пам’ятник 196 воїнам-односельчанам, загиблим на фронтах ВВВ                                                                            | с. Вила-Ярузькі, Вило-Ярузька с/р, вул. Леніна        | 1941—1945 рр.                                | 1967 р. рест. 1981 р.        | ск. Ольховський, м. Одеса | ск. з/бетон, пост. з/бетон, стіна бетон | ск.2,5 м, п.2х1,2х1,2 м, об. 6 м, стіна 10х2,5 м | № 29 19.06.1977 р.             |                     |
| 15.   | 542         | Братська могила 52 воїнів Радянської армії, загиблих при визволенні села                                                               | с. Володіївці, Володієвецька с/р, вул. Черняхівського | 1944 р.                                      | 1962 р.                      | ск. А. Білостоцький       | ск. з/бетон, пост. камінь               | ск. 3м,п.1,3х1,1х1,2 м                           | № 313 10.06.1971 р.            |                     |
| 16.   | 227         | Пам’ятник 217 воїнам-односельчанам, загиблим на фронтах ВВВ                                                                            | с. Володіївці, Володієвецька с/р, вул. Черняхівського | 1941—1945 рр.                                | 1975 р.                      | Київський худ. фонд       | стела з/бетон, пост. бетон              | стела 2,2 м.п.2,1х2,1х1,2 м                      | № 29 19.06.1977 р.             |                     |
| 17.   |             | Братська могила радянських воїнів, загиблих при визволенні села                                                                        |                                                       | c. Гонтівка                                  |                              |                           |                                         |                                                  |                                |                     |
| 18.   | 228         | Братська могила 88 мирних жителів розстріляних фашистами                                                                               | с. Гамулівка, Бабчинецька с/р, біля Будинку культури  | 1941 р.                                      | 1947 р.                      | місцеві майстри           | об. пісковик, пост. пісковик            | об. 2,5 м, пост. 1,2х1х1 м                       | № 29 19.06.1977 р.             |                     |
| 19.   | 94          | Пам’ятник 120 воїнам-односельчанам, загиблим на фронтах ВВВ                                                                            | с. Коси, Лозівська с/р, вул. Радянська                | 1941—1945 рр.                                | 1983 р.                      | Київський худ. фонд       | ск. з/бетон                             | ск. 2,5 м,м.1,8 м                                | № 228 22.05.1985 р.            |                     |
| 20.   | 95          | Пам’ятник воїнам-односельчанам, загиблим на фронтах ВВВ                                                                                | с. Котлубаївка, Гонтівська с/р                        | 1941—1945 рр.                                | 1983 р.                      | Київський худ. фонд       | ск. з/бетон                             | ск. 3 м,м.2 м                                    | № 228 22.05.1985 р.            |                     |
| 21.   | 546         | Братська могила 2 радянських воїнів, загиблих при визволенні села і пам’ятник 158 воїнам-односельчанам, загиблим на фронтах ВВВ        | с. Лозове, Лозівська с/р, вул. Леніна                 | 1944 р.,1941—1945 рр.                        | 1969 р.                      | Київський худ. фонд       | ск. з/бетон, пост. камінь               | ск. 2,5 м, пост. 0,4х3, 5х1,7 м                  | № 313 10.06.1971 р.            |                     |
| 22.   | 578         | Братська могила 61 воїна Радянської армії, загиблих при визволенні села                                                                | с. Мазурівка, Мазурівська с/р, вул. Леніна            | 1944 р.                                      | 1967 р.                      | Київський худ. фонд       | ск. з/бетон, пост. камінь               | могила 3,5х20м,ск. 3 м, пост. 2х1,6х1,6м         | №31310.06.1971 р.              |                     |
| 23.   | 235         | Пам’ятник 228 воїнам-односельчанам, загиблим на фронтах ВВВ                                                                            | с. Моївка, Моївська с/р, вул. Привокзальна            | 1941—1945 рр.                                | 1968 р.                      | Київський худ. фонд       | ск. з/бетон, пост. камінь               | ск. 2,5 м, пост. 2х1,9х1,4 м                     | № 313 10.06.1971 р.            |                     |
| 24.   | 586         | Братська могила 72 воїнів Радянської армії, загиблих при визволенні села                                                               | с. Сокіл, Сокілська с/р, 1 км від села                | 1944 р.                                      | 1967 р.                      | Київський худ. фонд       | ск. з/бетон, пост. камінь               | ск. 3 м, пост.6х1,9х1 м                          | № 313 10.06.1971 р             |                     |
| 25.   | 586         | Пам’ятник 155 воїнам-односельчанам, загиблим на фронтах ВВВ                                                                            | с. Сокіл, Сокілська с/р, біля Будинку культури        | 1941—1945 рр.                                | 1967 р.                      | Київський худ. фонд       | ск. з/бетон, пост. бетон                |                                                  | № 313 10.06.1971 р.            |                     |

## Джерело
- Пам'ятки Вінницької області [Архівовано 19 червня 2012 у Wayback Machine.]